# Камышовничек
Камышовничек, или Камышевничек (лат. Schoenoplectiella), — род травянистых растений семейства Осоковые (Cyperaceae).

## Описание
Однолетние травы. Корни тонкие, мочковатые. Стебли прямые, зачастую пригнуты к земле, (3) 5—25 см высотой. Нижние листья представлены только влагалищами, верхние — с узколинейными, желобчатыми пластинками.
Колоски продолговато-яйцевидные, собраны в числе одного или нескольких в головчатое, ложнобоковое (из-за прицветного листа, направленного вверх в виде продолжения стебля) соцветие. Кроющие чешуи эллиптические, буроватые, с зелёной полоской посередине. Плод — почти трёхгранный, морщинистый, коричневый или чёрный орешек, 1—1,6 мм длиной.

## Таксономия
По данным Королевских ботанических садов Кью род включает  65 видов. Некоторые из них:
- Schoenoplectiella aberrans (Cherm.) Lye
- Schoenoplectiella articulata (L.) Lye typus
- Schoenoplectiella blakei (Hayas.) Hayas.
- Schoenoplectiella bucharica (Roshev.) Hayas. — Камышовничек бухарский
- Schoenoplectiella chen-moui (Tang & F.T.Wang) Hayas.
- Schoenoplectiella chuana (Tang & F.T.Wang) Hayas.
- Schoenoplectiella clemensiae (Kük.) Hayas.
- Schoenoplectiella dissachantha (S.T.Blake) Lye
- Schoenoplectiella erecta (Poir.) Lye
- Schoenoplectiella fohaiensis (Tang & F.T.Wang) Hayas.
- Schoenoplectiella fuscorubens (T.Koyama) Hayas.
- Schoenoplectiella gemmifera (C.Sato, T.Maeda & Uchino) Hayas.
- Schoenoplectiella hallii (A.Gray) Lye
- Schoenoplectiella heterophylla (Schuyler) Lye
- Schoenoplectiella hondoensis (Ohwi) Hayas.
- Schoenoplectiella hooperae (J.Raynal) Lye
- Schoenoplectiella hotarui (Ohwi) J.Jung & H.K.Choi — Камышовничек Отары
- Schoenoplectiella jingmenensis (Tang & F.T.Wang) Hayas.
- Schoenoplectiella juncea (Willd.) Lye
- Schoenoplectiella juncoides (Roxb.) Lye — Камышовничек ситниковидный
- Schoenoplectiella kandawlayensis (T.Koyama) Hayas.
- Schoenoplectiella komarovii (Roshev.) J.Jung & H.K.Choi — Камышовничек Комарова
- Schoenoplectiella laevis (S.T.Blake) Lye
- Schoenoplectiella lateriflora (J.F.Gmel.) Lye — Камышовничек бокоцветковый
- Schoenoplectiella leucantha (Boeckeler) Lye
- Schoenoplectiella lineolata (Franch. & Sav.) J.Jung & H.K.Choi — Камышовничек линейчатый
- Schoenoplectiella microglumis (Lye) Lye
- Schoenoplectiella mucronata (L.) J.Jung & H.K.Choi — Камышовничек остроконечный
- Schoenoplectiella multiseta (Hayas. & C.Sato) Hayas.
- Schoenoplectiella naikiana (Wad.Khan) Hayas.
- Schoenoplectiella oligoseta (A.E.Kozhevn.) Hayas. — Камышовничек малощетинковый
- Schoenoplectiella orthorhizomata (Kats.Arai & Miyam.) Hayas.
- Schoenoplectiella oxyjulos (S.S.Hooper) Lye
- Schoenoplectiella patentiglumis (Hayas.) Hayas.
- Schoenoplectiella perrieri (Cherm.) Lye
- Schoenoplectiella praelongata (Poir.) Lye
- Schoenoplectiella proxima (Steud.) Lye
- Schoenoplectiella purshiana (Fernald) Lye
- Schoenoplectiella rechingeri (Kukkonen) Hayas.
- Schoenoplectiella reducta (Cherm.) Lye
- Schoenoplectiella roylei (Nees) Lye — Камышовничек Ройля
- Schoenoplectiella saximontana (Fernald) Lye
- Schoenoplectiella schoofii (Beetle) Hayas.
- Schoenoplectiella senegalensis (Steud.) Lye
- Schoenoplectiella smithii (A.Gray) Hayas.
- Schoenoplectiella subbisetosa (T.Koyama) Hayas.
- Schoenoplectiella supina (L.) Lye — Камышовничек приземистый, или раскидистый, или простёртый, или обыкновенный
- Schoenoplectiella vohemarensis (Cherm.) Lye
- Schoenoplectiella wallichii (Nees) Lye